# Sugomel niger
El mielero blanquinegro o pájaro miel negro (Sugomel niger) es una especie de ave paseriforme de la familia Meliphagidae, la única especie en el género Sugomel. Es endémica de Australia, y se extiende ampliamente en las zonas áridas del continente, a través de bosques abiertos y matorrales, particularmente en áreas donde son frecuentes. los arbustos del género Eremophila. La especie presenta un marcado dimorfismo sexual, los machos son de color blanco y negro, mientras que las hembras son moteadas de gris marrón –las aves inmaduras son similares a la hembra–.
Se alimenta de néctar, tienen un pico curvo largo para llegar a la base de las flores tubulares. También atrapa insectos en vuelo y consume regularmente carbón dejado en las fogatas. El macho canta en vuelo durante la temporada de apareamiento, pero contribuye poco a la construcción del nido y la incubación de los huevos. Ambos sexos alimentan y cuidan a los polluelos. Aunque las poblaciones parecen estar disminuyendo, son lo suficientemente numerosas y extensas para ser consideradas de preocupación menor en términos de conservación.